# Mistrzostwa Afryki w Strzelectwie 1993
Mistrzostwa Afryki w Strzelectwie 1993 – trzecie mistrzostwa Afryki w strzelectwie, które rozegrano w południowoafrykańskim Bloemfontein. 
Rozegrano dwanaście konkurencji męskich. W klasyfikacji generalnej wygrała reprezentacja gospodarzy. Na 36 możliwych do zdobycia medali, Południowoafrykańczycy zdobyli 22 krążków. Pozostałe 14 zdobyli reprezentanci Egiptu (13) i Namibii (1).

## Klasyfikacja medalowa
Gospodarze mistrzostw
| Pozycja | Kraj              | Złoto | Srebro | Brąz | Łącznie |
| ------- | ----------------- | ----- | ------ | ---- | ------- |
| 1       | Południowa Afryka | 7     | 7      | 8    | 22      |
| 2       | Egipt             | 4     | 5      | 4    | 13      |
| 3       | Namibia           | 1     | 0      | 0    | 1       |

## Medaliści
| Konkurencja                              | Złoto                      | Wynik              | Srebro                     | Wynik              | Brąz                  | Wynik              |
| Karabin dowolny leżąc, 50 metrów         | Manfred Fiess              | 590+99,4 (689,4)   | Gavin van Rhyn             | 585+98,3 (683,3)   | Michael Thiele        | 582+97,8 (679,8)   |
| Karabin pneumatyczny, 10 metrów          | Paul Clinton               | 562+100,4 (662,4)  | Fred Senore                | 561+97,1 (658,1)   | Muhammad Abu al-Hamid | 557+93,7 (650,7)   |
| Pistolet standardowy, 25 metrów          | Ra’uf Umar                 | 558                | Rifat Kajid                | 557                | Allan McDonald        | 551                |
| Pistolet pneumatyczny, 10 metrów         | Friedhelm Sack             | 571+100,0 (671,0)  | Rifat Kajid                | 570+98,3 (668,3)   | Szarif Salah ad-Din   | 556+98,6 (654,6)   |
| Karabin dowolny leżąc, 300 metrów        | Richard van Lingen         | 576                | Manfred Fiess              | 576                | G. Aldrich            | 572                |
| Karabin dowolny, trzy pozycje, 50 metrów | Jaco Henn                  | 1130+91,2 (1221,2) | Paul Clinton               | 1111+84,8 (1195,8) | Manfred Fiess         | 1091+87,3 (1178,3) |
| Pistolet dowolny, 50 metrów              | Barend van den Bergh       | 557+90,6 (647,6)   | Tarik Zaki                 | 537+84,3 (621,3)   | Johan Terblanche      | 536+73,7 (609,7)   |
| Pistolet szybkostrzelny, 25 metrów       | Johan Christiaan Claassens | 573+90 (663)       | Ra’uf Umar                 | 570+89 (659)       | Imad al-Dżindi        | 572+86 (658)       |
| Pistolet centralnego zapłonu, 25 metrów  | Rifat Kajid                | 580                | Johan Christiaan Claassens | 580                | B.E. Geyer            | 573                |
| Trap                                     | Brad Smith                 | 116+24 (140)       | Orazio Cremona             | 117+23 (140)       | Adham Midhat          | 114+24 (138)       |
| Trap podwójny                            | Szarif Salih               | 132+39 (171)       | Muhammad Churszid          | 127+40 (167)       | Frans Swart           | 124+42 (166)       |
| Skeet                                    | Muhammad Churszid          | 120+24 (144)       | Melville Hains             | 113+24 (137)       | Dignus de Flamingh    | 108+24 (132)       |